# Lumenis
«Lumenis Ltd.» — международная компания, специализирующаяся на разработке, производстве и реализации лазеров и лазерных систем для офтальмологических, хирургических, зубоврачебных, ветеринарных отраслей и «индустрии красоты».
Штаб-квартира расположена в индустриальной зоне города Йокнеам (Yokneam Industrial Park) в Израиле. Филиалы в США расположены в Санта-Кларе (Калифорния) и Солт-Лейк-Сити (Юта); также филиалы имеются в Великобритании, Франции, Италии, Германии, Голландии, Японии и Гонконге.
Ключевые фигуры:
- исполнительный директор — Дов Офер (Dov Ofer);
- главный операционный директор — Циви Недиви (Zivi Nedivi);
- старший вице-президент и финансовый директор — Лаури Гановер (Lauri A. Hanover);
- старший вице-президент по НИОКР — Амнон Харари (Amnon Harari);
- старший вице-президент и старший менеджер хирургического бизнес-подразделения — Ллойд Даймонд (Lloyd Diamond);
- старший вице-президент и старший менеджер офтальмологического бизнес-подразделения — Джейк Вандер-Занден (Jake Vander Zanden);
- вице-президент и технический директор — Игорь Градов (Igor Gradov);
- вице-президент по обслуживанию — Шломо Алкалай (Shlomo Alkalay);
- вице-президент, генеральный консул и корпоративный секретарь — Уильям Уайзел (William Weisel).

## История
«Lumenis» образована в 2001 году после приобретения израильской компанией «ESC Medical Systems» американской «Coherent Medical Group» за 203 млн $. Из-за проблем с финансовой отчетностью акции компании в 2004 году были сняты с котировки на фондовой бирже NASDAQ.
В 2006 году в обмен на инвестиции в размере 120 млн $ в 2006 году двум частным израильским фирмам («LM Partners L.P.» и «Ofer Hi-Tech Group») было продано 75 % акций «Lumenis».

## Продукция
- Хирургические лазеры — для лечения заболеваний в области гастроэнтерологии, гинекологии, ортопедии, для операций на гортани, ушах, носу, ногах, легких, мочеполовой системе и др.
- Офтальмологические лазеры — для операций на сетчатке, по поводу глаукомы и общей офтальмологии.
- Зубоврачебные лазеры.
- Лазеры для «индустрии красоты» — для отбеливания зубов, депиляции, «удаления» вен, татуировок и пигментных пятен, «очистки» кожи др.
- Лазеры для различных ветеринарных целей.